# Brenda Song
Brenda Song (Carmichael, 1988. március 27. –) amerikai színésznő.
A Disney Channel nagy sikerű sorozatának, a Zack és Cody élete és a Zack és Cody a fedélzeten című sorozat főszereplője volt, ahol London Tiptont játszotta. A Békaland című sorozatban szinkronizált.

## Fiatalkora
A kaliforniai Carmichaelben, Sacramento egyik külvárosában született hmong-amerikai apától és thai-amerikai anyától. Apja tanár, anyja háztartásbeli. Családja 1976-ban vándorolt be Amerikába Laoszból. Song a szüleivel és a két öccsével, a nála három évvel fiatalabb Timmyvel és a nyolc évvel fiatalabb Nathannel Los Angelesben él. Fekete öves taekwondos. A Kaliforniai Egyetem pszichológia szakán diplomázott.

## Pályafutás
Gyerekkora óta szerepel különböző reklámokban, sorozatokban, filmekben. Hatévesen szerepelt először egy Little Caesars reklámban. Egy MAD TV-n levő paródiában is játszott egy kisebb szerepet. Karrierje akkor kezdődött, amikor bekerült a John Robert Powers színészügynökséghez. Első fontosabb szerepe '96-ban volt, amikor a Muszklimikulásban játszott együtt Hulk Hogannal. 2002-ben szerepelt a Csodacsuka című filmben. 2002-ben szerződött a Disney-vel.  2004-ben szerepelt a Külvárosi tinisors című filmben. 2005 és 2008 között főszereplője volt a Disney Channel Zack és Cody élete című sorozatában. 2006-ban a Wendy Wu: Hazatérő harcos című film főszereplője volt. 2008 és 2011 között a Zack és Cody a fedélzeten című sorozat szereplője volt. 2009-ben szerepelt a Special Delivery című filmben.A Social Network – A közösségi háló című filmben szerepelt 2010-ben. 2013 és 2014 között főszereplője volt az Így neveld a faterod című sorozatban. 2015-ben szerepelt a Családom, darabokban című sorozatban. 2016 és 2017 között a Pure Genius című sorozatban szerepelt. 2019 óta a Békaland című sorozatban szinkronizál.
Énekesnőként is bemutatkozott a Disney Channel által kiadott Disney Mania 4 albumon, az A Dream Is a Wish Your Heart Makes című számban.

## Magánélete
2010 és 2017 között Trace Cyrus énekessel járt. 2017 óta Macaulay Culkin színésszel jár. 2021 áprilisában megszületett a közös gyerekük.

## Filmográfia

### Film
| Év   | Magyar cím                        | Eredeti cím                  | Szerep                                          | Magyar hang        |
| ---- | --------------------------------- | ---------------------------- | ----------------------------------------------- | ------------------ |
| 1995 |                                   | Requiem (rövidfilm)          | Fong fiatalon                                   |                    |
| 1996 | Muszklimikulás                    | Santa with Muscles           | Susan                                           |                    |
| 1997 | Bízd csak az öcskösre!            | Leave It to Beaver           | Susan Acustis                                   |                    |
| 1998 | Penge                             | Blade                        | túszul ejtett gyermek (stáblistán nem szerepel) |                    |
| 1999 |                                   | The White Fox (rövidfilm)    | Sandy                                           |                    |
| 2002 | Csodacsuka                        | Like Mike                    | Reg Stevens                                     | Tamási Nikolett    |
| 2008 | Tan-túra                          | College Road Trip            | Nancy                                           | Simonyi Piroska    |
| 2009 |                                   | Boogie Town                  | Natalie                                         |                    |
| 2010 |                                   | Little Sister                | Storyteller                                     |                    |
| 2010 | Social Network – A közösségi háló | The Social Network           | Christy Ling                                    | Bogdányi Titanilla |
| 2011 |                                   | Cinnamon                     | Cinnamon (hangja)                               |                    |
| 2011 |                                   | The Little Engine That Could | fényes személyvonat (hangja)                    |                    |
| 2012 |                                   | First Kiss                   | Samantha                                        |                    |
| 2019 |                                   | Changeland                   | Pen                                             |                    |
| 2019 | Titkos megszállottság             | Secret Obsession             | Jennifer Allen Williams                         | Sipos Eszter Anna  |
| 2020 |                                   | Bobbleheads: The Movie       | Kelani (hangja)                                 |                    |
| 2022 |                                   | Love Accidentally            | Alexa                                           |                    |
| 2024 | Az utolsó táncosnő                | The Last Showgirl            | Mary-Anne                                       |                    |
| 2024 |                                   | Operation Taco Gary's        | Allison                                         |                    |

### Televízió
| Év         | Magyar cím                           | Eredeti cím                                          | Szerep                     | Megjegyzés                                                                                            |
| ---------- | ------------------------------------ | ---------------------------------------------------- | -------------------------- | --- |
| 1994–1995  |                                      | Thunder Alley                                        | Kathy                      | 2 epizód                                                                                              |
| 1995       |                                      | Fudge                                                | Jennie                     | 2 epizód                                                                                              |
| 1999       |                                      | Popular                                              | Mandy Shepherd             | 1 epizód                                                                                              |
| 1999       | Mad TV                               | MADtv                                                | Trick-or-Treater           | 1 epizód                                                                                              |
| 1999       | Még egyszer és újra                  | Once and Again                                       | Chrissy                    | 1 epizód                                                                                              |
| 2000–2002  | Kutya legyek…                        | 100 Deeds for Eddie McDowd                           | Sariffa Chung              | - főszereplő - magyar hangja: - Váradi Petra                                                          |
| 2000       | A Garcia testvérek                   | The Brothers García                                  | Jenny                      | 1 epizód                                                                                              |
| 2000       | Hetedik mennyország                  | 7th Heaven                                           | Cynthia                    | 2 epizód                                                                                              |
| 2000       | A legszebb karácsonyi ajándék        | The Ultimate Christmas Present                       | Samantha Kwan              | - tévéfilm - magyar hangja: - Mánya Zsófia (1. szinkron) - Károlyi Lili (2. szinkron)                 |
| 2001       |                                      | Bette                                                | Stacey                     | 1 epizód                                                                                              |
| 2001       | Vészhelyzet                          | ER                                                   | Lynda An                   | 1 epizód                                                                                              |
| 2001       | Amynek ítélve                        | Judging Amy                                          | Vanessa Pran               | 1 epizód                                                                                              |
| 2002       |                                      | The Bernie Mac Show                                  | Shannon                    | 1 epizód                                                                                              |
| 2002       |                                      | The Nightmare Room                                   | Tessa                      | 1 epizód                                                                                              |
| 2002       |                                      | George Lopez                                         | Jennifer                   | 1 epizód                                                                                              |
| 2002       | Nyomozólányok                        | Get a Clue                                           | Jennifer                   | - tévéfilm - magyar hangja: - Mánya Zsófia                                                            |
| 2002       |                                      | For the People                                       | Ellie                      | 1 epizód                                                                                              |
| 2003       |                                      | That’s So Raven                                      | Amber                      | 1 epizód                                                                                              |
| 2003       | Lilo és Stitch                       | Lilo & Stitch: The Series                            | Mitzi Suzuki (hangja)      | 2 epizód                                                                                              |
| 2003       |                                      | One on One                                           | Asoniti                    | 1 epizód                                                                                              |
| 2004–2005  |                                      | Phil of the Future                                   | Tia                        | 8 epizód                                                                                              |
| 2004       |                                      | Costume Party Capers: The Incredibles                | Alex (hangja)              | tévéfilm                                                                                              |
| 2004       | Külvárosi tinisors                   | Stuck in the Suburbs                                 | Natasha Kwon-Schwartz      | - tévéfilm - magyar hangja: - Molnár Ilona                                                            |
| 2005–2008  | Zack és Cody élete                   | The Suite Life of Zack & Cody                        | London Tipton              | - főszereplő - magyar hangja: - Mezei Kitty                                                           |
| 2006       | Wendy Wu: Hazatérő harcos            | Wendy Wu: Homecoming Warrior                         | Wendy Wu                   | - tévéfilm - társproducer is - magyar hangja: - Vadász Bea (1. szinkron) - Molnár Ilona (2. szinkron) |
| 2006       | A karácsony, ami majdnem elmaradt    | Holidaze: The Christmas That Almost Didn't Happen    | Treat (hangja)             | tévéfilm                                                                                              |
| 2006       | Amerikai sárkány                     | American Dragon: Jake Long                           | Tracey pompomlány (hangja) | 1 epizód                                                                                              |
| 2007       | Király suli                          | The Emperor's New School                             | Tánckirálynő (hangja)      | |
| 2007–2011  |                                      | London Tipton's Yay Me! Starring London Tipton       | London Tipton              | websorozat                                                                                            |
| 2007–2008  |                                      | Pass the Plate                                       | önmaga                     | házigazda                                                                                             |
| 2008       |                                      | Macy's Presents Little Spirit: Christmas in New York | Paige                      | tévéfilm                                                                                              |
| 2008       | Különleges küldemény                 | Special Delivery                                     | Alice Cantwell             | - tévéfilm - magyar hangja: - Bogdányi Titanilla                                                      |
| 2008–2011  | Zack és Cody a fedélzeten            | The Suite Life on Deck                               | London Tipton              | - főszereplő - magyar hangja: - Mezei Kitty                                                           |
| 2009       | Phineas és Ferb                      | Phineas and Ferb                                     | Wendy (hangja)             | 1 epizód                                                                                              |
| 2009       | Varázslók a Waverly helyből          | Wizards of Waverly Place                             | London Tipton              | 1 epizód                                                                                              |
| 2009       | Hannah Montana                       | Hannah Montana                                       | London Tipton              | 1 epizód                                                                                              |
| 2011       | Zack és Cody egy ikerkísérletben     | The Suite Life Movie                                 | London Tipton              | - tévéfilm - magyar hangja: - Mezei Kitty                                                             |
| 2011       | Csingiling és a nagy verseny         | Pixie Hollow Games                                   | Chloe (hangja)             | - televíziós különkiadás - magyar hangja: - Vágó Bernadett                                            |
| 2012       |                                      | Key & Peele                                          | Lila sólyom                | 1 epizód                                                                                              |
| 2012–2013  | Botrány                              | Scandal                                              | Alissa                     | mellékszereplő (4 epizód)                                                                             |
| 2013       | Új csaj                              | New Girl                                             | Daisy                      | mellékszereplő (4 epizód)                                                                             |
| 2013–2014  | Így neveld a faterod                 | Dads                                                 | Veronica                   | - főszereplő - magyar hangja: - Lamboni Anna                                                          |
| 2014, 2018 | Robotcsirke                          | Robot Chicken                                        | különböző hangok (hangja)  | 2 epizód                                                                                              |
| 2014       | A liga                               | The League                                           | Rosette                    | 1 epizód                                                                                              |
| 2015       | Miles a jövőből                      | Miles from Tomorrowland                              | Frida Liang (hangja)       | 3 epizód                                                                                              |
| 2016       | Családom, darabokban                 | Life in Pieces                                       | Bonnie                     | 1 epizód                                                                                              |
| 2016–2017  |                                      | Pure Genius                                          | Angie Cheng                | főszereplő                                                                                            |
| 2017       | Superstore – Az agyament műszak      | Superstore                                           | Kristen                    | 2 epizód                                                                                              |
| 2017       |                                      | Angry Angel                                          | Allison Pyke               | tévéfilm                                                                                              |
| 2018–2020  | 19-es körzet                         | Station 19                                           | JJ                         | - mellékszereplő (10 epizód) - magyar hangja: - Csifó Dorina                                          |
| 2019–2022  | Békaland                             | Amphibia                                             | Anne Boonchuy (hangja)     | - főszereplő - magyar hangja: - Csuha Borbála                                                         |
| 2019       |                                      | Teen Girl in a Frog World                            | Anne Boonchuy (hangja)     | websorozat                                                                                            |
| 2019       | Broken Karaoke                       |                                                      | Anne Boonchuy (hangja)     | websorozat                                                                                            |
| 2020       |                                      | Theme Song Takeover                                  | Anne Boonchuy (hangja)     | websorozat                                                                                            |
| 2021       |                                      | Amphibia: Vlogs from the Bog                         | Anne Boonchuy (hangja)     | websorozat                                                                                            |
| 2019–2022  |                                      | Dollface                                             | Madison Maxwell            | főszereplő                                                                                            |
| 2020       |                                      | The Eric Andre Show                                  | önmaga                     | 1 epizód                                                                                              |
| 2022       | A Proud család: Kamaszok és panaszok | The Proud Family: Louder and Prouder                 | Vanessa Vue (hangja)       | 2 epizód                                                                                              |
| 2022, 2025 |                                      | Chibiverse                                           | Anne Boonchuy (hangja)     | 2 epizód                                                                                              |
| 2023–      | A kék szemű szamuráj                 | Blue Eye Samurai                                     | Akemi hercegnő (hangja)    | - főszereplő - magyar hangja: - Csifó Dorina                                                          |
| 2025       | Család-restaurátorok                 | Shifting Gears                                       | Caitlyn Baker              | vendégszerep                                                                                          |
| 2025–      | A legértékesebb játékos              | Running Point                                        | Ali Lee                    | - főszereplő - magyar hangja: - Bogdányi Titanilla                                                    |